# Phorbia fumigata
Phorbia fumigata – gatunek muchówki z rodziny śmietkowatych.
Gatunek ten opisany został w 1826 roku przez Johanna Wilhelma Meigena jako Anthomyia fumigata.
Muchówka ta u obu płci ma rozwinięte wentralne szczecinki tarczkowe. Tak jak u innych przedstawicieli grupy gatunkowej fumigata postgonit samca jest spiczasty, a stosunkowo płaskie płytki przysadkowe wydłużone są ku wierzchołkom w dwa płatki mniej lub bardziej zespolone z sierpowatymi w widoku bocznym surstyli. Od innych przedstawicieli grupy samca odróżnić można po V-kształtnie połączonych w widoku brzusznym płatach piątego sternitu odwłoka oraz silniej rozszerzonych w widoku bocznym nasadach surstyli. Samicę cechują przysadki odwłokowe o falistej krawędzi grzbietowej i wystających kątach grzbietowo-wierzchołkowych.
Owad znany z Hiszpanii, Irlandii, Wielkiej Brytanii, Francji, Holandii, Norwegii, Szwecji, Finlandii, Danii, Niemiec, Szwajcarii, Austrii, Włoch, Polski, Łotwy, Czech, Słowacji, Węgier, Bułgarii, Rosji, Afryki Północnej, Cypru, Bliskiego Wschodu i wschodniej Palearktyki.

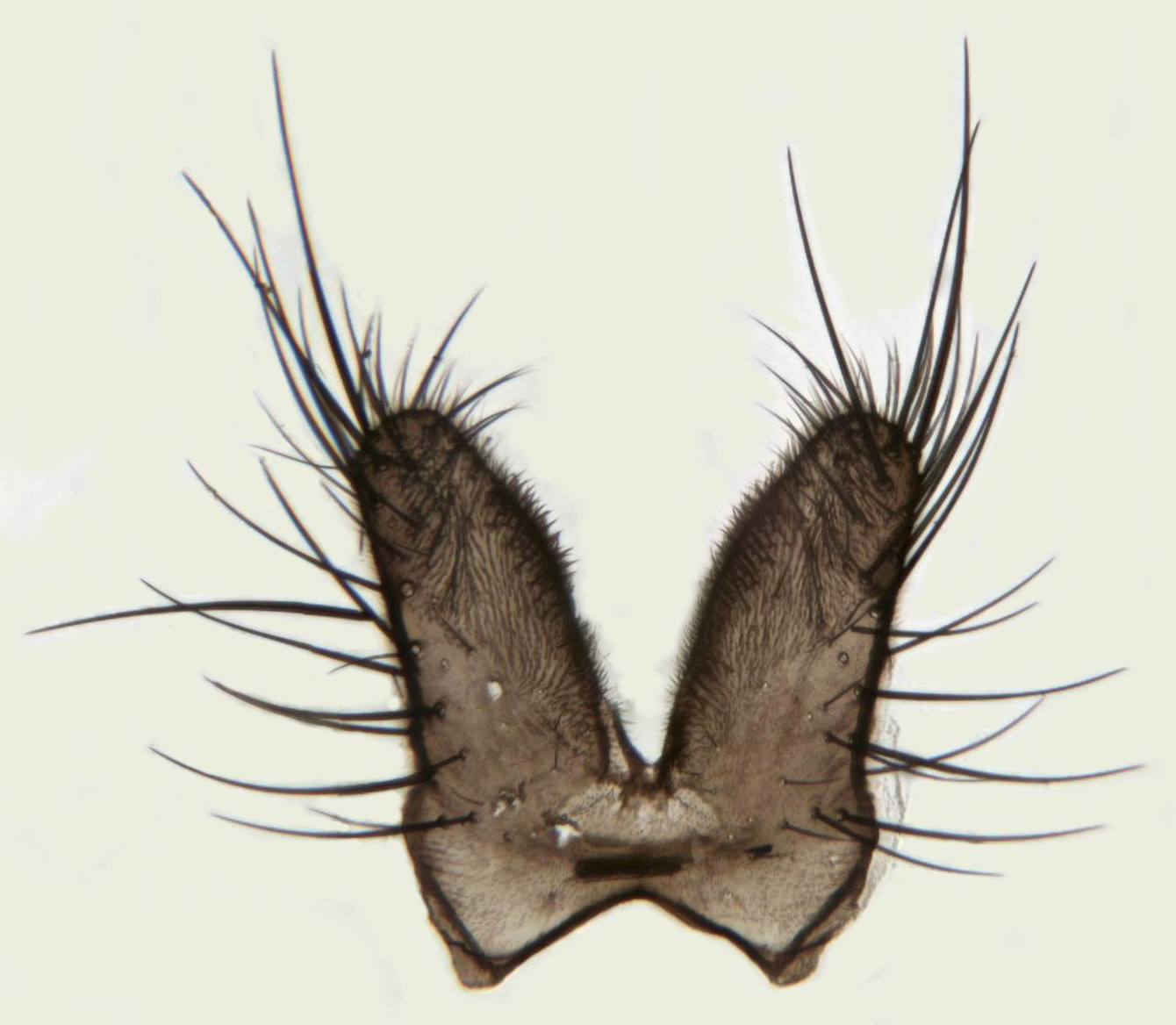
Piąty sternit odwłoka samca
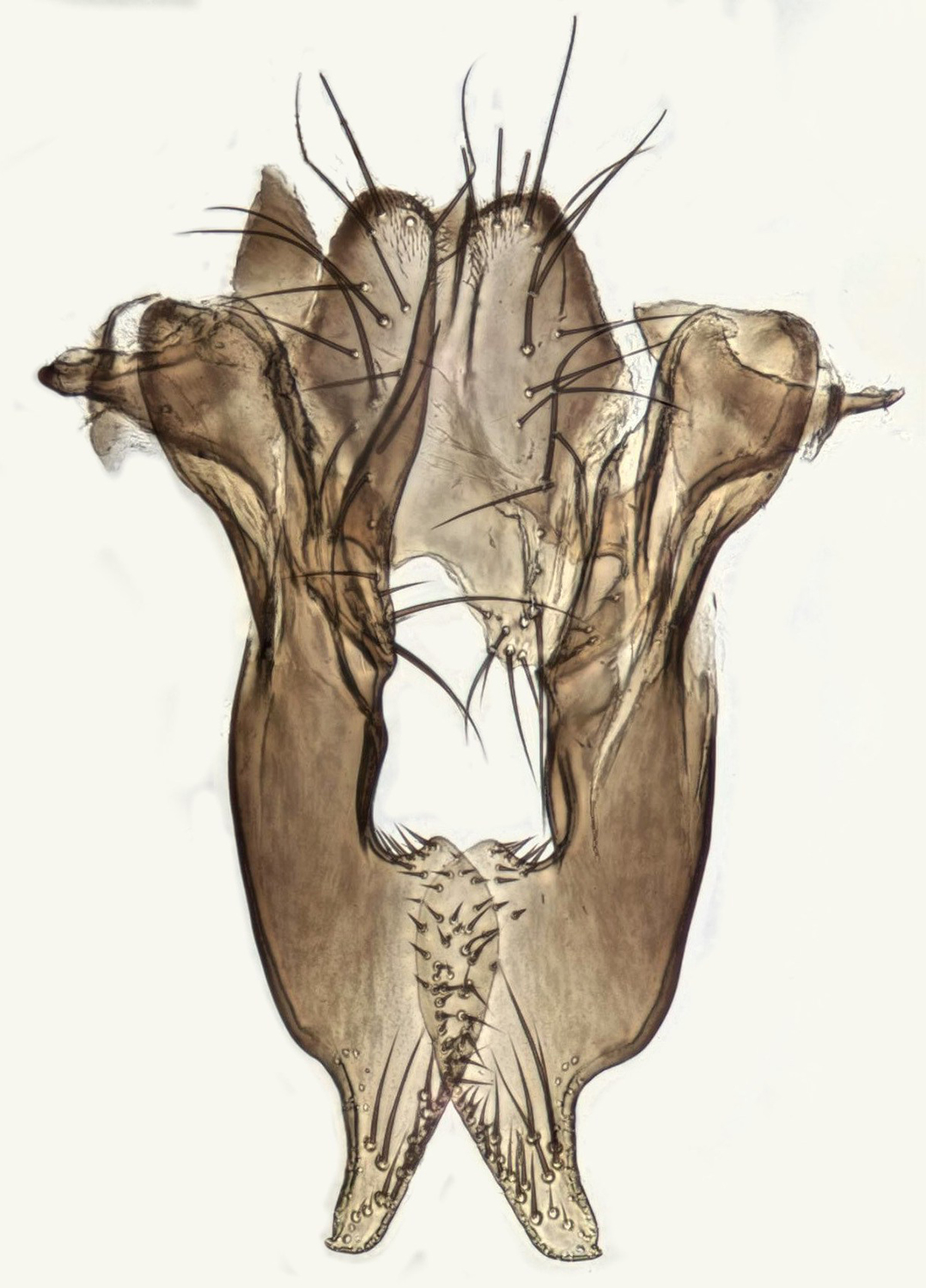
Płytki przysadkowe i surstyli samca
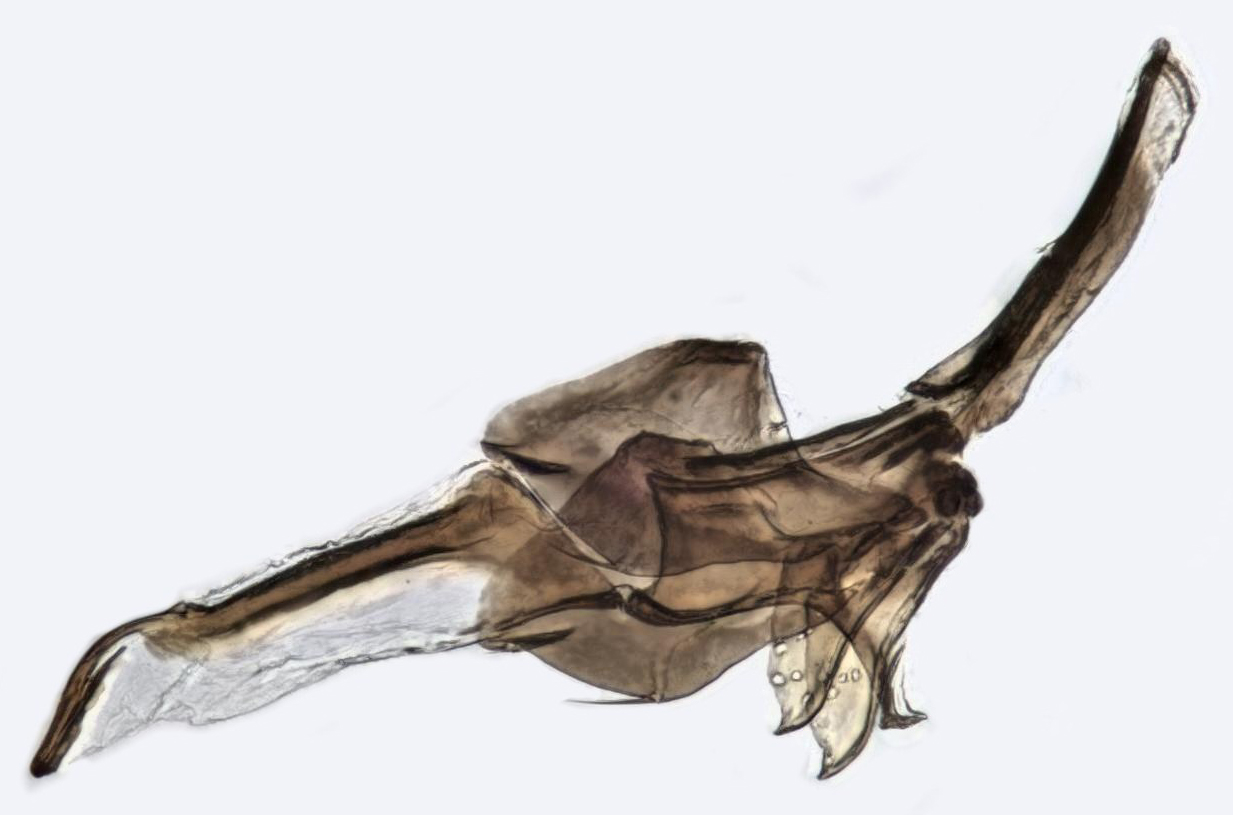
Aparat kopulacyjny samca